# Кочено
Кочено  — деревня в Торжокском районе Тверской области. Входит в состав Будовского сельского поселения.

## География
Находится в центральной части Тверской области на расстоянии приблизительно 15 км на восток-северо-восток по прямой от районного центра города Торжок.

## История
Деревня была отмечена еще на карте 1825 года. В 1859 году здесь (деревня Новоторжского уезда Тверской губернии) было учтено 4 двора, в 1924 — 21. До 2017 года входила в Большепетровское сельское поселение.

## Население
Численность населения: 51 человек (1859 год), 2 (русские 100 %) в 2002 году, 10 в 2010.